# 地利亞修女紀念學校（協和）
地利亞修女紀念學校（協和）英語： ( 又稱地利亞協和或協和地利亞 ) 位於香港觀塘協和街221號。它成立於1980年，辦學團體為新世界發展旗下的地利亞教育機構，學校面積約10800平方米。它是一所提供中一至中六課程的全日制男女直資學校。它也是一所獲香港教育局批准開辦 「新來港啟動課程」的學校，以幫助來自中國內地以及世界各地的新來港學生，在開始香港常規中學教育之前，掌握在港學習的必要能力和適應香港的學習情況。 

## 校政管理
歷任校監
- 1977年至2021年：鄭家純 先生[3]
- 2021年至今：左筱霞 女士

歷任校長
- 徐福強 先生[4]
- 林艷玲 女士
- 謝俊賢 女士

歷任副校長
- 鍾偉波 先生[4]
- 梁秀玲 女士[4]

## 歷史發展
1965年，美籍艾文士伉儷（Mr. / Mrs. Edmonds）於尖沙咀亞士厘道創辦地利亞修女紀念學校，以紀念加拿大聖母無玷教會地利亞修女在中國傳教的奉獻。1977年艾文士伉儷返回美國，商人鄭家純接任校監。繼於尖沙咀創校之後，校方擴大校務，1970年於山林道設分校，1971年至1972年於美孚新邨設女校及男校，1975年秋季決定自行設計和興建月華街校，至1980年於觀塘協和街建新校，因位於協和街而得名「地利亞修女紀念學校（協和）」，成為地利亞教育機構的分校之一。創校之初，地利亞修女紀念學校（協和）計有32間課室，樓高6層，亦設禮堂、聖堂、圖書館、實驗室、電子設備語言室以及打字室等設施。
及至1990年，學校參加教育統籌委員會發表的第三號報告書中提及的買位制度，由私立中學成為「政府買位」學校，並與政府簽訂5年合約，同時開始接受教育署監管，最終於1999年獲得政府正式批准為直接資助學校。

## 非華語學童教育服務
地利亞修女紀念學校（協和）是香港首批取錄非華語學生的學校之一，非華語學童使用學校自行開發的校本中文課程教材 

## 校園設施
地利亞修女紀念學校（協和）有2個IT實驗室（電腦室、電腦自學室）、5個科學實驗室、一個劇院、禮堂、室內體育館、音樂室、圖書館、藝術室、英語角、一個語言中心和37間課室，每間課室均設備了實物投影機和電腦設施，並購置平板電腦, 給學生在校及在家用於學習。學校圖書館提供Kindle電子書，及英文電子書平台。

## 組織
該校設有男子足球隊、男子籃球隊、游泳隊、曲棍球隊、木球隊及田徑隊。另外還設有交通安全隊、紅十字青年團、男童軍、女童軍、銀樂隊和中樂團。

## 事件

### 新冠肺炎復課
學校在2021年9月13日，達到疫苗接種要求，成為香港在疫情下，首間恢復面授課的學校。

## 著名/傑出校友
- 許志安：香港男藝人 （預科）[註 1]
- 許守仁：香港大學教育學院中國語言及文學部講師[17][18]

## 外部連結
- Delia Memorial School (HIP WO) （页面存档备份，存于）
- 《中學概覽2021/2022》地利亞修女紀念學校（協和） （页面存档备份，存于）
- SchoolLand 地利亞修女紀念學校(協和) （页面存档备份，存于）